# Juan D’Evereux
Juan D’Evereux (Taghmon, 1778 - Londres,  25 de febrero de 1860) fue un militar y reclutador irlandés.

## Biografía
Nació en Taghmon, condado de Wexford, hijo del militar William Devereux y su esposa, Mary Dixon. 
Participó en la Batalla de Ross durante el Levantamiento de 1798, fue escondido por Francis L'Estrange, un fraile carmelita en Dublín. Recibió un indulto gratuito y se exilió en Francia donde probablemente sirvió en el Ejército de Napoleón, luego emigró a Estados Unidos,  trabajó en una casa comercial en Baltimore, Maryland, y envió un cargamento de café desde allí a Francia durante el bloqueo británico en 1812.

### Comandante de la Legión iralndesa
Llegó a Cartagena en 1815, con un cargamento de armas donde se ofreció a formar una Legión irlandesa para Simón Bolívar. Se le pagaría 175 dólares por cada soldado que llegara a Venezuela. Devereux dijo ser un general del ejército irlandés y de haber liderado a los católicos irlandeses en la lucha por la emancipación. Devereux viajó a Irlanda en 1818 para reclutar hombres para su causa donde miles de irlandeses del Ejército Británico se alistaron, con el apoyo del diputado irlandés Daniel O'Connell y la ayuda de los "Amigos Irlandeses de la Independencia Sudamericana".
El primer contingente de la Legión Irlandesa de Devereux desembarcó en la isla Margarita entre septiembre y diciembre de 1819 y el resto llegó a Angostura (actual Ciudad Bolívar) en abril y mayo de 1820. Luego de un ataque español a la Legión en Río Hacha, en la región de Valledupar y por motines provocaron grandes bajas y la mayoría de irlandeses fueron evacuados a Jamaica. Devereux no acompañó a los hombres que recluto y no llegó a combatir y permaneció en el Reino Unido hasta que debió viajar a Sudamérica, prometió en la isla Margarita que toda Irlanda se uniría a la lucha por la independencia de Sudamérica.
En 1821, Bolívar confirmó a John Devereux en el grado de mayor general. Prestó el servicio militar durante dos años más. Para diciembre de 1823, Devereux fue nombrado enviado extraordinario de Colombia a las cortes del norte de Europa.  Hacia1825 fue arrestado por las autoridades austriacas y encarcelado en Venecia. Devereux fue liberado y, regreso a Estados Unidos donde vivió con una pensión que recibió del gobierno de Venezuela. En la década de 1840, John Devereux estuvo en un viaje de negocios por Bogotá y Caracas.